# Martin Formanack
Martin Formanack (ur. 1 grudnia 1866 na terenie późniejszego Cesarstwa Niemieckiego, zm. 1 listopada 1947 w Saint Louis) – amerykański wioślarz pochodzenia niemieckiego, srebrny medalista olimpijski.
Wystąpił na igrzyskach olimpijskich w Saint Louis w 1904 roku, gdzie amerykańska osada Mound City Rowing Club w składzie: Frederick Suerig, Martin Formanack, Charles Aman i Michael Begley zdobyła srebrny medal w czwórce bez sternika. Do złotych medalistów, Amerykanów z Century Boat Club, stracili dwie długości łódki. Startowały tylko trzy zespoły. Był to jego jedyny oficjalny start olimpijski.